# 전하은
전하은(1995년 ~ )은 대한민국의 배우이다.

## 학력
- 수내초등학교
- 샛별중학교
- 분당 서현고등학교
- 고려대학교

## 연기 활동

### 드라마
- 2005년 MBC 대하드라마 《신돈》 ... 어린 반야 역(서지혜 아역)
- 2006년 MBC 대하드라마 《주몽》 ... 벼리하 역
- 2007년 SBS 대하드라마 《왕과 나》 ... 어린 문소운 역(강인형 아역)
- 2008년 SBS 미니시리즈 《일지매》 ... 어린 연이 역(손태영 아역)

### 영화
- 2002년 《연애소설》 ... 어린 김경희 역 (이은주 아역)
- 2003년 《여섯 개의 시선》 ... 오줌싸개 꼬마 역
- 2005년 《철수♡영희》 ... 영희 역
- 2005년 《가발》 ... 어린 지현 역 (유선 아역)
- 2008년 《무방비도시》 ... 어린 조수현 역 (윤유선 아역)